# Light up (album)
Light up is het derde studioalbum van de Nederlandse singer-songwriter Stevie Ann. Het werd op 7 mei 2010 uitgebracht door Universal Records. Hoewel het album aanvankelijk op 9 april zou worden uitgebracht, werd de verschijningsdatum met bijna een maand uitgesteld. De opnames vonden plaats in een studio in de Amerikaanse stad Santa Monica. De productie lag in handen van Mitchell Froom, die eerder albums van Pearl Jam, Crowded House en Paul McCartney produceerde. Het nummer "What Goes On", dat tevens werd gebruikt als soundtrack van de film First Mission, werd op 19 maart 2010 als eerste single uitgegeven. Op 10 mei 2010 trad Stevie Ann op in het televisieprogramma De Wereld Draait Door met het nummer "Light Up".

## Composities
| 1.                 | Light Up                 | 3:36 |
| 2.                 | Carry Me Home            | 2:58 |
| 3.                 | To Forget Her            | 3:27 |
| 4.                 | Something Dark           | 3:39 |
| 5.                 | What Goes On             | 2:53 |
| 6.                 | You Done Me Wrong        | 2:56 |
| 7.                 | Waiting and Dreaming     | 3:40 |
| 8.                 | Leaving Town             | 3:56 |
| 9.                 | That Thing               | 3:09 |
| 10.                | Move On                  | 3:04 |
| 11.                | Leaves Keep Falling Down | 4:03 |
| 12.                | On My Mind               | 3:34 |
| Totale duur: 44:16 |                          |      |

## Bezetting
- Stevie Ann
- Matt Chamberlain
- Davey Faragher
- Greg Leisz

## Hitnotering
| "Light Up" in de Nederlandse Album Top 100 - binnen: 15-5-2010 | "Light Up" in de Nederlandse Album Top 100 - binnen: 15-5-2010 | "Light Up" in de Nederlandse Album Top 100 - binnen: 15-5-2010 | "Light Up" in de Nederlandse Album Top 100 - binnen: 15-5-2010 | "Light Up" in de Nederlandse Album Top 100 - binnen: 15-5-2010 | "Light Up" in de Nederlandse Album Top 100 - binnen: 15-5-2010 | "Light Up" in de Nederlandse Album Top 100 - binnen: 15-5-2010 | "Light Up" in de Nederlandse Album Top 100 - binnen: 15-5-2010 | "Light Up" in de Nederlandse Album Top 100 - binnen: 15-5-2010 | "Light Up" in de Nederlandse Album Top 100 - binnen: 15-5-2010 | "Light Up" in de Nederlandse Album Top 100 - binnen: 15-5-2010 | "Light Up" in de Nederlandse Album Top 100 - binnen: 15-5-2010 | "Light Up" in de Nederlandse Album Top 100 - binnen: 15-5-2010 | "Light Up" in de Nederlandse Album Top 100 - binnen: 15-5-2010 | "Light Up" in de Nederlandse Album Top 100 - binnen: 15-5-2010 |
| Week                                                           | 1                                                              | 2                                                              | 3                                                              | 4                                                              | 5                                                              | 6                                                              | 7                                                              | 8                                                              | 9                                                              | 10                                                             | 11                                                             | 12                                                             | 13                                                             |                                                                |
| -------------------------------------------------------------- | -------------------------------------------------------------- | -------------------------------------------------------------- | -------------------------------------------------------------- | -------------------------------------------------------------- | -------------------------------------------------------------- | -------------------------------------------------------------- | -------------------------------------------------------------- | -------------------------------------------------------------- | -------------------------------------------------------------- | -------------------------------------------------------------- | -------------------------------------------------------------- | -------------------------------------------------------------- | -------------------------------------------------------------- | -------------------------------------------------------------- |
| Nummer                                                         | 5                                                              | 9                                                              | 24                                                             | 46                                                             | 59                                                             | 53                                                             | 64                                                             | 82                                                             | 80                                                             | uit                                                            | 99                                                             | uit                                                            | 84                                                             | uit                                                            |